# Chikka Abbagilu, Malavalli
Chikka Abbagilu là một làng thuộc tehsil Malavalli, huyện Mandya, bang Karnataka, Ấn Độ.